# سورنیاک
سورنیاک (به بلغاری: Severnyak) یک منطقهٔ مسکونی در بلغارستان است که در شهرستان کروشاری واقع شده‌است.